# رسترپو (بایه دل کائوکا)
رسترپو (انگلیسی: Restrepo, Valle del Cauca) نام شهری در کشور کلمبیا است.